# Dietmannsried
Dietmannsried település Németországban, azon belül Bajorországban. Lakosainak száma 8535 fő (2023. december 31.).

## Népesség
A település népessége az elmúlt években az alábbi módon változott:
| Lakosok száma | 568  | 1747 | 3678 | 6067 | 7777 | 7886 | 7956 | 8104 | 8388 | 8535 |
|               | 1875 | 1950 | 1975 | 1987 | 2012 | 2014 | 2016 | 2017 | 2021 | 2023 |